# Jacques-Noël Pérès
Pour les articles homonymes, voir Pérès.
Jacques-Noël Pérès, né en 1949 à Paris, est un théologien luthérien français, professeur émérite de théologie patristique et d'histoire de l'Église ancienne à la Faculté de théologie protestante de Paris.

## Biographie
D'abord étudiant à Paris, à la Faculté de théologie protestante de Paris et à l'École pratique des hautes études (EPHE), puis à l'Université de Münster (Westphalie), ainsi qu'à l'École des langues orientales anciennes, il est docteur habilité en théologie, diplômé de syriaque et d'éthiopien et élève titulaire de l'EPHE.
Pasteur de la paroisse luthérienne de la Rédemption à Paris 9e (1973-1993), il est ensuite professeur d'histoire du christianisme ancien et patristique à la Faculté de théologie protestante de Paris, dont il est doyen de 1996 à 2000. Il a enseigné l'éthiopien classique (guèze) à l'ELCOA à partir de 1999. Il a fait un mandat de directeur de l'Institut supérieur d'études œcuméniques (ISEO), où il enseignait l'histoire et la théologie des Églises orthodoxes orientales (2008).
Il est professeur émérite de l'Institut protestant de théologie.
Il est vénérable maître de la loge de recherche Villard de Honnecourt appartenant à la Grande Loge nationale française de 1997 à 1999.

## Axes de recherches
En tant que théologien, élève de Marc Lods, comme celui-ci Jacques-Noël Pérès est attentif à souligner la place que tient la tradition, au meilleur sens du terme, c'est-à-dire ce qui est transmis de manière toujours renouvelée du dépôt de la foi, dans le protestantisme en général et dans le luthéranisme en particulier. En tant que spécialiste de l'Éthiopie, ses recherches tendent à mettre en évidence le lien historique, culturel et spirituel qui unit ce pays d'Afrique au monde proche-oriental de l'antiquité tardive.
Ces deux axes de ses travaux le conduisent à défendre ce qu'il estime être une nécessaire diversité du christianisme. Jacques-Noël Pérès est l'auteur de plusieurs publications, notamment il a traduit, pour la Bibliothèque de la Pléiade des textes apocryphes éthiopiens.

## Distinctions
- Chevalier de la Légion d'honneur
- Chevalier des Palmes académiques
- Officier des Arts et des Lettres
- Membre du Groupe des Dombes, coprésident protestant de 2014 à 2023.